# 古典的セファイド変光星

様々なタイプの変光星の位置を示したヘルツシュプルング・ラッセル図

古典的セファイド変光星（こてんてきセファイドへんこうせい、英: classical Cepheid variable）は、セファイド変光星のタイプの1つ。数日から数週間の変光周期と、10分の数等級から2等級程度の振幅で、周期的な動径脈動を示す種族Iの星の脈動変光星である。古典的セファイド (classical Cepheid) 、種族Iセファイド (Population I Cepheids) 、I型セファイド (Type I Cepheids) 、ケフェウス座δ型変光星 (Delta Cepheid variables) などとも呼ばれる。
古典的セファイドの光度と脈動周期の間には明確な関係があるため、セファイド変光星は銀河と系外銀河の距離尺度を確立するための有効な標準光源となっている。ハッブル宇宙望遠鏡 (HST) による古典的セファイドの観測によって、ハッブル=ルメートルの法則に対するより確実な制約が可能となった。古典的セファイドは、銀河系内の渦巻構造や太陽の銀河面からの高さなど、天の川銀河の特徴を明らかにするために使われてきた。
天の川銀河内に6,000個以上存在すると予想される古典的セファイドのうち、既に約800個が確認されている。また、大小マゼラン雲では数千個の古典的セファイドが、他の銀河ではさらに多くの古典的セファイドが確認されている。HSTによる観測では、約1億光年離れた銀河NGC 4603に複数の古典的セファイドが発見されている。

## 特徴

ヘリウムが燃焼するブルーループの間に不安定帯を横断する（太陽質量）の星の進化トラック

古典的セファイドは、太陽の4倍から20倍程度の質量を持ち、光度はおよそ1,000倍から50,000倍（ケンタウルス座V810星では200,000倍）も明るい。分光学的には、スペクトル階級F6 - K2の輝巨星または低光度の超巨星である。温度やスペクトルは脈動によって変化する。半径は太陽の数十倍から数百倍である。光度の大きなセファイドは、温度が低く大きく変光周期も長い。温度変化に加えて、半径も周期に合わせて変化するため、明るさが2等級も変化する。この明るさの変化は、波長が短いほど顕著に現れる。
セファイドは、基本モード、第1陪振動モード、あるいはまれに混合モードで脈動することがある。第1陪振動より高次での脈動は珍しいが興味深いものとされる。古典的セファイドの大部分は基本モード脈動であると考えられているが、光度曲線の形状からモードを区別することは容易ではない。陪振動で脈動している星は、同じ周期の基本モード脈動星よりも、より明るく、より大きい傾向がある。
恒星の進化の過程では、中質量星が主系列から離れ、赤色巨星分枝へと進化するまでの間に、不安定帯を非常に速く通過する。赤色巨星分枝に進化した後に中質量星内部のヘリウム中心核に点火されると、ブルーループを形成して再び不安定帯を通過、一度高温に進化した後、さらに漸近巨星分枝に向かって進化して不安定帯を通過する。8-12 M☉以上の質量の星は、赤色巨星分枝に到達する前に中心核のヘリウム燃焼が始まって赤色超巨星となるが、不安定帯を通過してブルーループを起こすことがある。ブルーループの継続期間、あるいはブルーループに至るか否かも、星の質量、金属量、ヘリウム存在量といった要素に大きく影響を受ける。セファイドの周期の変化率とスペクトルから検出できる化学組成から、ある星が恒星の進化上どのような過程にあるかを推測することができる。
古典的セファイドの前駆天体となる恒星は、中心核の水素を使い果たすまでは、B7より早期型のB型主系列星あるいは晩期型のO型主系列星であったと考えられている。質量が大きく温度の高い星ほど、より光度が大きく長周期のセファイドとなるが、天の川銀河にある太陽と似た金属量を持つ若い星は、不安定帯に初めて到達するまでにかなりの質量を失うため50日以下の周期になると推測されている。赤色超巨星は、ある程度の質量以上では、ブルーループを形成するのではなく青色超巨星に戻るように進化し、不安定帯では周期的に脈動するセファイドではなく不安定な黄色極超巨星となる。非常に重い星は、不安定帯に到達するほど十分に冷却されないため、セファイドとなることはない。大小マゼラン雲のように金属量の低いところでは、星はより多くの質量を持ち続けることが可能なため、より長い周期でより明るいセファイドとなりうる。

## 光度曲線

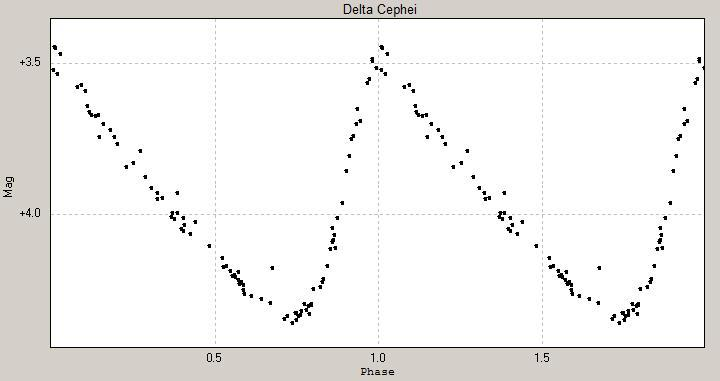
ケフェウス座δ星の光度曲線

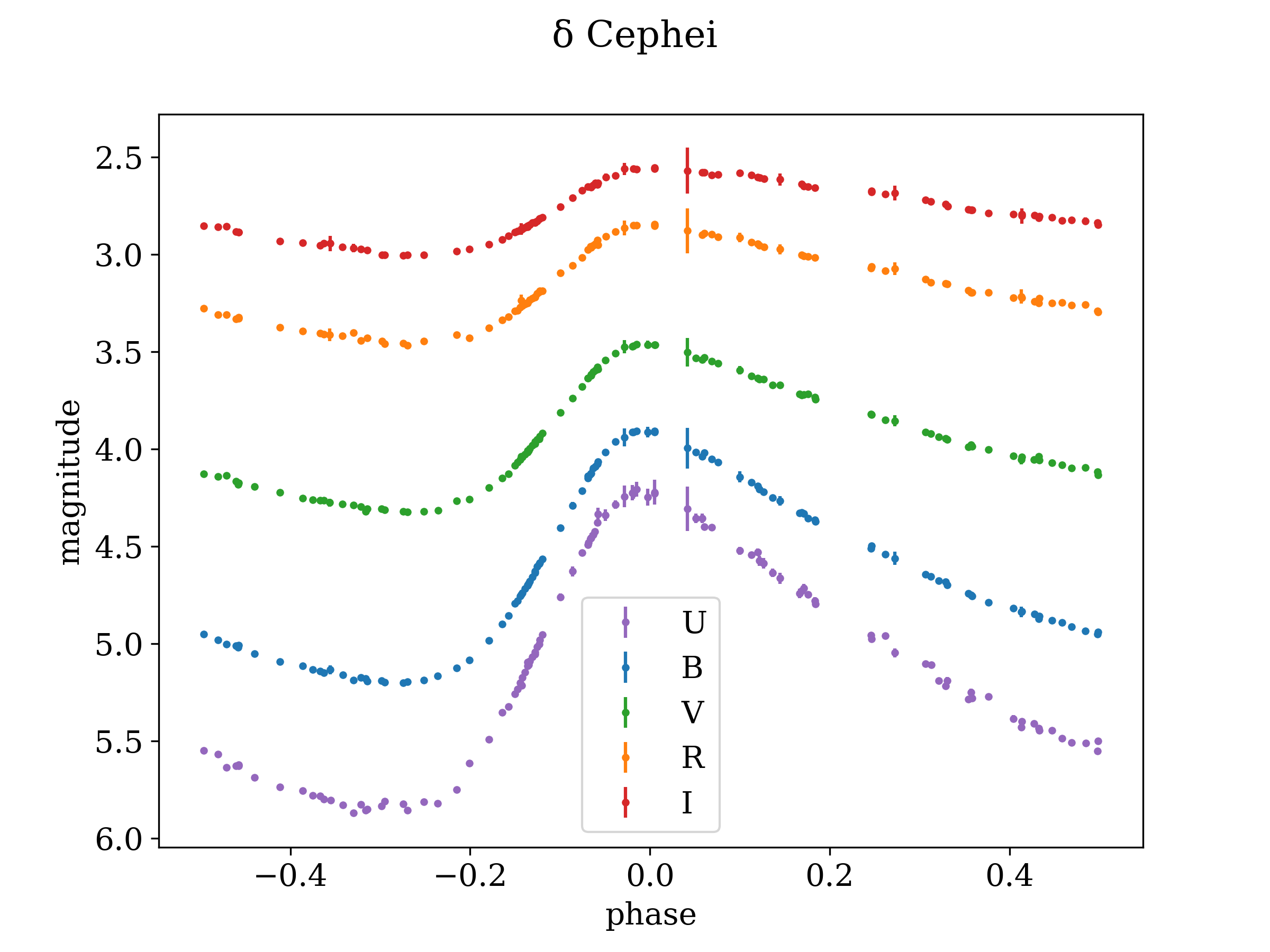
等級と周期の位相を示した、古典的セファイドのプロトタイプであるケフェウス座δ星のUBVRIの光度曲線

セファイドの光度曲線は、最大光度まで急激に上昇した後に最小光度までゆっくりと下降する非対称性を持つのが一般的である（例:ケフェウス座δ星）。これは、半径と温度の変化の位相差によるもので、古典的セファイドで最も多いタイプである基本モード脈動星の特徴と考えられている。滑らかな擬正弦波状の光度曲線に「バンプ」と呼ばれる、一時的に光度の低下が遅くなったり、わずかに輝度が上がったりする現象が見られることがあるが、これは基本波と第2陪振動の共鳴によるものと考えられている。バンプは、周期が6日前後の星の下降枝によく見られる（例:わし座η星）。周期が長くなると、バンプの位置は最大高度に近づき、周期が10日前後の星では、最大光度が二重に見られたり、第一の最大光度と区別がつかなくなったりする（例:ふたご座ζ星）。より長い周期では、バンプが光度曲線の上昇枝に見られるようになる（例:はくちょう座X星）が、20日以上の周期では共鳴が消えてしまう。
古典的セファイドの中には、ほぼ対称的な正弦波状の光度曲線を示すものもある。これらは s-Cepheids と呼ばれ、通常は振幅が小さく、周期が短いのが特徴である。これらの大部分は第1陪振動またはそれ以上の高次の振動をする脈動星（例:いて座X星）であると考えられているが、基本波で脈動していると思われる珍しい星もこのような光度曲線を示す（例:こぎつね座S星）。第1陪振動で脈動している星は、天の川銀河では短い周期でしか発生しないと予想されているが、大小マゼラン雲のように金属量が低い場合にはやや長い周期で発生する可能性がある。より高次の陪振動の脈動星や2つの陪振動で同時に脈動しているセファイドも大小マゼラン雲では多く見られ、それらは通常、振幅が小さくやや不規則な光度曲線を描いている。

## 発見

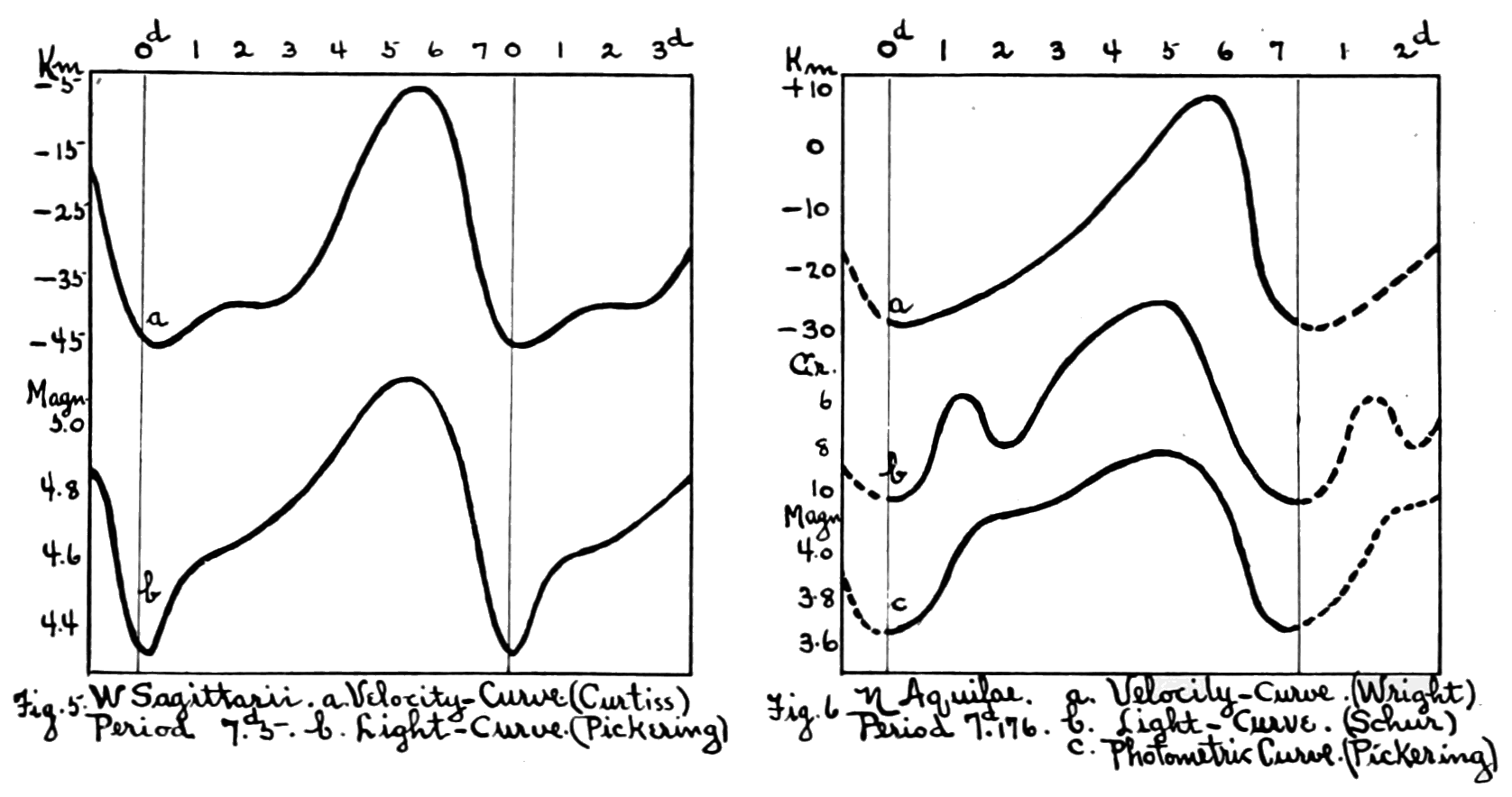
いて座W星とわし座η星の歴史的な光度曲線

1784年9月10日、エドワード・ピゴットはわし座η星の変光を検出し、これが古典的セファイド変光星の最初の代表的な天体となった。しかし、古典的セファイドの名前は、その1ヶ月後にジョン・グッドリックによって変光星であることが発見されたケフェウス座δ星に由来している。ケフェウス座δ星は、星団に属していることや、HSTやヒッパルコスによって精密な年周視差が得られていることもあって、セファイドの中でも最も距離が精密に測定されていることから、周期-光度関係のキャリブレータとしても重要な役割を果たしている。

## 周期-光度関係
古典的セファイドの光度は、その変光周期に直接関係している。周期が長ければ長いほど、星の光度は大きくなる。古典的セファイドの周期-光度関係は、1908年にヘンリエッタ・スワン・リービットが大小マゼラン雲にある数千個の変光星の調査から発見したもので、さらに証拠を加えて1912年に発表された。周期-光度関係が較正されると、周期がわかっているセファイドの光度が確定される。光度が確定されれば、その見かけの明るさから距離が求められる。20世紀を通じて、アイナー・ヘルツシュプルングを始めとする多くの天文学者によって周期-光度関係の較正が行われてきた。長らく周期-光度関係の較正は不確かなものであったが、2007年のベネディクトらの研究によって、太陽系近傍の古典的セファイドの年周視差をHSTの観測によって求めることで、天の川銀河内での較正が確立された。また2008年には、とも座RS星までの距離を誤差1％以内の精度で推定したとする研究結果がヨーロッパ南天天文台 (ESO) の研究者によって発表された。ただし、ESOのこの発見については論文上で盛んに議論されている。
HSTによる10個の近傍セファイドの年周視差と、古典的セファイドの周期P（単位は日）と平均絶対等級Mvとの間に、以下のような相関関係が示された。
{\displaystyle M_{\mathrm {v} }=(-2.43\pm 0.12)\left(\log _{10}P-1\right)-(4.05\pm 0.02)\,}
以下の相関関係が古典的セファイドの距離 d の計算に使われる。
{\displaystyle 5\log _{10}{d}=V+3.34\log _{10}{P}-2.45(V-I)+7.52\,.}
または、
{\displaystyle 5\log _{10}{d}=V+3.37\log _{10}{P}-2.55(V-I)+7.48\,.}
I と V は、それぞれ近赤外と可視光の平均の見かけの等級である。

## 小振幅セファイド
振幅が0.5等級以下で、ほぼ対称的な正弦波状の光度曲線を持ち、周期が短い古典的セファイド変光星は「小振幅セファイド (small amplitude Cepheids)」と呼ばれる別のグループとして定義されている。変光星総合カタログ (GCVS) では頭文字を取ってDCEPSとして分類されている。変光周期は一般に7日以下であるが、正確なカットオフはまだ議論されている。正弦波状の光度曲線を持つ短周期の小振幅セファイドのうち、第1陪振動の脈動星とされるものは s-Cepheid と呼ばれる。s-Cepheid は、HR図上の不安定帯の低温度側の端に見られる。
小振幅セファイドにはポラリス（こぐま座α星、現在の北極星）やわし座FF星も含まれるが、どちらの星も基本モードで脈動している。第1陪振動脈動星として初めて確認された星には、みなみじゅうじ座BG星やコンパス座BP星などがある。

## セファイドによる距離決定の不確かさ
セファイド距離スケールに関連する不確かさの中でも特に重要なものは、様々なパスバンドにおける周期-光度関係の性質、周期-光度関係のゼロ点と光度曲線の傾斜の両方に金属量が与える影響、そしてphotometric contamination と減光法則が古典的セファイドの距離の及ぼす影響である。これらのテーマはいずれも文献上で活発に議論されている。
これらの未解決問題が残っているため、ハッブル定数の値は60 - 80 km/s/Mpc（キロメートル毎秒毎メガパーセク）という不確かさを以て引用されている。ハッブル定数の正確な値を提供することによって宇宙論パラメータに制約を与えることができるため、これら諸問題を解決することは天文学の最も重要な課題の一つとされている。

## 例
古典的セファイドの中には、プロトタイプのケフェウス座δ星やふたご座ζ星、わし座η星、かじき座β星などのように、夜毎の眼視観測によって変光が記録されるようなものもある。このタイプの変光星として太陽系に最も近傍にあるポラリスは、およそ0.05等級の変光幅で、その正確な距離は議論の的となっている。
| 名称              | 星座               | 発見                                               | 最大等級（見かけの等級） (mV) | 最小等級 (mV) | 変光周期 (日) | スペクトル型 | 備考                                                             |
| ----------------- | ------------------ | -------------------------------------------------- | ----------------------------- | ------------- | ------------- | ------------ | ---------------------------------------------------------------- |
| η Aql             | わし座             | エドワード・ピゴット、1784年                       | 3m.48                         | 4m.39         | 07.17664      | F6 Ibv       |                                                                  |
| FF Aql            | わし座             | Charles Morse Huffer、1927年                       | 5m.18                         | 5m.68         | 04.47         | F5Ia-F8Ia    |                                                                  |
| TT Aql            | わし座             |                                                    | 6m.46                         | 7m.7          | 13.7546       | F6-G5        |                                                                  |
| U Aql             | わし座             |                                                    | 6m.08                         | 6m.86         | 07.02393      | F5I-II-G1    |                                                                  |
| T Ant             | ポンプ座           |                                                    | 5m.00                         | 5m.82         | 05.898        | G5           | 未確認の伴星がある可能性。以前はII型セファイドと考えられていた。 |
| RT Aur            | ぎょしゃ座         |                                                    | 5m.00                         | 5m.82         | 03.73         | F8Ibv        |                                                                  |
| l Car             | りゅうこつ座       |                                                    | 3m.28                         | 4m.18         | 35.53584      | G5 Iab/Ib    |                                                                  |
| δ Cep             | ケフェウス座       | ジョン・グッドリック、1784年                       | 3m.48                         | 4m.37         | 05.36634      | F5Ib-G2Ib    | 双眼鏡で確認できる二重星                                         |
| AX Cir            | コンパス座         |                                                    | 5m.65                         | 6m.09         | 05.273268     | F2-G2II      | スペクトルB6型で5 M☉の伴星との分光連星                           |
| BP Cir            | コンパス座         |                                                    | 7m.31                         | 7m.71         | 02.39810      | F2/3II-F6    | スペクトルB6型で4.7 M☉の伴星との分光連星                         |
| BG Cru            | みなみじゅうじ座   |                                                    | 5m.34                         | 5m.58         | 03.3428       | F5Ib-G0p     |                                                                  |
| R Cru             | みなみじゅうじ座   |                                                    | 6m.40                         | 7m.23         | 05.82575      | F7Ib/II      |                                                                  |
| S Cru             | みなみじゅうじ座   |                                                    | 6m.22                         | 6m.92         | 04.68997      | F6-G1Ib-II   |                                                                  |
| T Cru             | みなみじゅうじ座   |                                                    | 6m.32                         | 6m.83         | 06.73331      | F6-G2Ib      |                                                                  |
| X Cyg             | はくちょう座       |                                                    | 5m.85                         | 6m.91         | 16.38633      | G8Ib         |                                                                  |
| SU Cyg            | はくちょう座       |                                                    | 6m.44                         | 7m.22         | 03.84555      | F2-G0I-II    |                                                                  |
| β Dor             | かじき座           |                                                    | 3m.46                         | 4m.08         | 09.8426       | F4-G4Ia-II   |                                                                  |
| ζ Gem             | ふたご座           | ヨハン・フリードリヒ・ユリウス・シュミット、1825年 | 3m.62                         | 4m.18         | 10.15073      | F7Ib to G3Ib |                                                                  |
| V473 Lyr          | こと座             |                                                    | 5m.99                         | 6m.35         | 01.49078      | F6Ib-II      |                                                                  |
| R Mus             | はえ座             |                                                    | 5m.93                         | 6m.73         | 07.51         | F7Ib-G2      |                                                                  |
| S Mus             | はえ座             |                                                    | 5m.89                         | 6m.49         | 09.66007      | F6Ib-G0      |                                                                  |
| S Nor             | じょうぎ座         |                                                    | 6m.12                         | 6m.77         | 09.75411      | F8-G0Ib      | 散開星団NGC 6087の最輝星                                         |
| QZ Nor            | じょうぎ座         |                                                    | 8m.71                         | 9m.03         | 03.786008     | F6I          | 散開星団NGC 6067のメンバー                                       |
| V340 Nor          | じょうぎ座         |                                                    | 8m.26                         | 8m.60         | 11.2888       | G0Ib         | 散開星団NGC 6067のメンバー                                       |
| V378 Nor          | じょうぎ座         |                                                    | 6m.21                         | 6m.23         | 03.5850       | G8Ib         |                                                                  |
| BF Oph            | へびつかい座       |                                                    | 6m.93                         | 7m.71         | 04.06775      | F8-K2        |                                                                  |
| RS Pup            | とも座             |                                                    | 6m.52                         | 7m.67         | 41.3876       | F8Iab        |                                                                  |
| S Sge             | や座               | ジョン・エラード・ゴア、1885年                     | 5m.24                         | 6m.04         | 08.382086     | F6Ib-G5Ib    |                                                                  |
| U Sgr             | いて座             |                                                    | 6m.28                         | 7m.15         | 06.74523      | G1Ib         | 散開星団M25のメンバー                                            |
| W Sgr             | いて座             |                                                    | 4m.29                         | 5m.14         | 07.59503      | F4-G2Ib      | いて座γ2星との二重星                                             |
| X Sgr             | いて座             |                                                    | 4m.20                         | 4m.90         | 07.01283      | F5-G2II      |                                                                  |
| V636 Sco          | さそり座           |                                                    | 6m.40                         | 6m.92         | 06.79671      | F7/8Ib/II-G5 |                                                                  |
| R TrA             | みなみのさんかく座 |                                                    | 6m.4                          | 6m.9          | 03.389        | F7Ib/II      |                                                                  |
| S TrA             | みなみのさんかく座 |                                                    | 6m.1                          | 6m.8          | 06.323        | F6II-G2      |                                                                  |
| α UMi（ポラリス） | こぐま座           | アイナー・ヘルツシュプルング、1911年               | 1m.86                         | 2m.13         | 03.9696       | F8Ib or F8II |                                                                  |
| AH Vel            | ほ座               |                                                    | 5m.5                          | 5m.89         | 04.227171     | F7Ib-II      |                                                                  |
| S Vul             | こぎつね座         |                                                    | 8m.69                         | 9m.42         | 68.464        | G0-K2(M1)    |                                                                  |
| T Vul             | こぎつね座         |                                                    | 5m.41                         | 6m.09         | 04.435462     | F5Ib-G0Ib    |                                                                  |
| U Vul             | こぎつね座         |                                                    | 6m.73                         | 7m.54         | 07.990676     | F6Iab-G2     |                                                                  |
| SV Vul            | こぎつね座         |                                                    | 6m.72                         | 7m.79         | 44.993        | F7Iab-K0Iab  |                                                                  |